# Summer Up
Summer Up — фестиваль хип-хоп- и регги-музыки, проводимый open-air на набережной города Лахти в Финляндии.

## История
Фестиваль берёт своё начало с 2003 года и проводится ежегодно в начале июля на набережной Муккула в Лахти.
2009
Фестиваль собрал более 20 исполнителей и порядка 7 000 слушателей.
2010
Программу фестиваля, проходившего с 9 по 10 июля, посетило порядка 11 000 человек. Кроме того, программа включала в себя площадки Street Dance-танцев, на которых прошли соревнования высокого уровня и мастер-классы.
2011
Фестиваль проходит с 8 по 9 июля и за это время его посетило более 21 000 слушателей. Среди исполнителей и коллективов, выступивших в Marli Juissi Stage, были: Lloyd Banks, Asa & Jätkäjätkät, Jare & VilleGalle, Raappana & Sound Explosion Band, Juno, Timo Pieni Huijaus, Teflon Brothers, Ruudolf, Fintelligens, Paleface, Cheek, Petri Nygård, Brädi, Aste, Puhuva Kone, Uniikki & Mikael Gabriel.
2012
Проходивший с 6 по 7 июля фестиваль собрал рекордное количество посетителей — 30 000. Среди исполнителей и коллективов были: Cheek, Brädi, Kapasiteettiyksikkö, Jukka Poika, Jare & VilleGalle, Notkea Rotta, Fintelligens, Elokuu, GG Caravan, Ruudolf, Mikael Gabriel, Ruger Hauer, Petri Nygård, Kuningasidea, Chebaleba, Solonen ja Kosola.